# Cuatro estaciones (álbum)
Cuatro estaciones es el tercer álbum de estudio del cantante venezolano Lasso. Se lanzó el 2 de agosto de 2021 a través de Universal Music.
El álbum se caracteriza por el estilo clásico de Lasso, con una combinación de ritmos fluidos y suaves entre balada romántica, urbano y pop. Asimismo, es una combinación de los cuatro anteriores EP de Lasso: Primavera, Verano, Otoño e Invierno. El álbum fue presentado después de su sencillo promocional «De mí, de mí, de mí» con José Madero.
Se desprenden del mismo, algunos sencillos como: «Ladrones», «Me arruinaste Netflix» y «Subtítulos» entre otros. En este álbum, está incluida la participación de Danna Paola, José Madero, Ana Guerra, Micro TDH e Isabela Souza.

## Lista de canciones
| N.º | Título                                               | Duración |  |
| 1.  | «Rompecabezas»                                       | 3:18     |  |
| 2.  | «Cerebro»                                            | 2:54     |  |
| 3.  | «Kamikaze»                                           | 2:54     |  |
| 4.  | «Subtítulos» (con Danna Paola)                       | 3:12     |  |
| 5.  | «Vamos a mi ritmo» (con Isabela Souza)               | 3:05     |  |
| 6.  | «Mmm»                                                | 2:43     |  |
| 7.  | «Elefantes en la barriga»                            | 3:00     |  |
| 8.  | «Hasta ese día»                                      | 3:23     |  |
| 9.  | «Mala memoria»                                       | 2:49     |  |
| 10. | «Ibuprofeno»                                         | 3:33     |  |
| 11. | «Tenemos que hablar»                                 | 3:20     |  |
| 12. | «Quiero que me quieras»                              | 2:53     |  |
| 13. | «Los amigos no se besan en la boca» (con Ana Guerra) | 2:34     |  |
| 14. | «La lotería»                                         | 3:06     |  |
| 15. | «... pero no me dejes»                               | 3:46     |  |
| 16. | «Cero»                                               | 2:59     |  |
| 17. | «Me arruinaste Netflix» (con Micro TDH)              | 2:58     |  |
| 18. | «Mi imaginación»                                     | 2:54     |  |
| 19. | «Ladrones» (con Danna Paola)                         | 3:03     |  |
| 20. | «Ctrl-Z»                                             | 3:16     |  |
| 21. | «De mí, de mí, de mí» (con José Madero)              | 3:37     |  |